# Tour Keller
Pour les articles homonymes, voir Keller et Robert Keller.
La tour Keller est un gratte-ciel résidentiel situé dans le quartier du Front de Seine, dans le 15e arrondissement de Paris, en France.
Elle a été construite de 1970 à 1975. C’est la plus ancienne tour du Front de Seine. Elle se situe rue de l’Ingénieur-Robert-Keller. Elle fait partie d’un ensemble comprenant au moment de sa construction, en plus de la tour d’habitation, une crèche, une piscine olympique (la piscine Keller), les bureaux du Secrétariat d’État aux PTT, et une cafétéria, ainsi que de nombreux parkings de La Poste. Elle est l’œuvre d'Albert Grégoire Architecte en chef de BPCN, Grand prix de Rome et de Jacques Choquart. Elle est située en face du centre commercial Beaugrenelle.